# Pahulj
Pahulj es un pueblo ubicado en el municipio de Berane, en Montenegro.

## Demografía
Hasta 2011 la población era de 110 habitantes, conformada por 19 hogares y 24 viviendas.
| 70                                                               | 77 | 94 | 103 | 117 | 141 | 89 | 110 |
| (Fuente: Population statistics of Eastern Europe & former USSR.) |    |    |     |     |     |    |     |

| Etnicidad                                           | Número | Porcentaje |
| --------------------------------------------------- | ------ | ---------- |
| Musulmanes                                          | 72     | 80,89 %    |
| Bosnios                                             | 16     | 17,97 %    |
| Otros                                               | 1      | 1,12 %     |
| Fuente: Republic of Montenegro. Statistical Office. |        |            |